# Парамита (окръг Лимасол)
Парамѝта (на гръцки: Παραμύθα) е село в Кипър, окръг Лимасол. Според статистическата служба на Република Кипър през 2001 г. селото има 325 жители.
Парамита е родното място на тенисиста Маркос Багдатис.